# آل إرنست غارسيا
آل إرنست غارسيا (بالإنجليزية: Al Ernest Garcia)‏ مواليد 11 مارس 1887 في سان فرانسيسكو - الوفاة 4 سبتمبر 1938 في سانتا مونيكا، الولايات المتحدة، هو ممثل أمريكي بدأ مسيرته الفنية سنة 1911. ظهر في قرابة 120 فيلما. امتدت مسيرته الفنية لأكثر من 27 عاما.

## الأعمال
- ذا تريل أوف ذا أوكتوبوس
- السيرك
- حمى الذهب
- الطبقة الخاملة
- الأزمنة الحديثة
- أضواء المدينة

## روابط خارجية
- آل إرنست غارسيا على موقع IMDb (الإنجليزية)
- آل إرنست غارسيا على موقع أول موفي (الإنجليزية)
- آل إرنست غارسيا على موقع قاعدة بيانات الأفلام السويدية (السويدية)
- آل إرنست غارسيا على موقع قاعدة بيانات الفيلم (الإنجليزية)
- آل إرنست غارسيا على موقع كينوبويسك (الروسية)